# Ганушевський Богдан Михайлович
о. Богда́н Гануше́вський, або Богда́н Миха́йлович Гануше́вський (*18 серпня 1912, Львів, Австро-Угорщина — †6 липня, 2001, Нью-Вестмінстер, Канада) — священник УГКЦ, український суспільно-політичний та громадсько-культурний діяч.

## Життєпис
Народився 1912 року у священицькій родині отця Михайла Ганушевського. Середню освіту розпочав здобувати у Львівській академічній гімназії, а продовжив (з 1927 року) — в Станиславівській українській гімназії. У шкільні роки став пластуном 46-го куреня ім. князя Святослава Завойовника у селі Павелче. Надалі активно долучився до якомога ширшого розвитку пластового руху не тільки на Станиславівщині, але й на Львівщині.
Наприкінці 1930 року вступив до ОУН. Був членом проводу груп Юнацтва та військового реферату цієї організації. В 30-х роках за націоналістичну діяльність тричі заарештовувався польською владою.
Брав активну участь в громадсько-культурній роботі серед українського населення Галичини. Зокрема, займався організацією відділів спортивно-гімнастичного товариства «Сокіл» у селах Станиславівського повіту, керував сільським хором села Микитинці при читальні «Просвіти» та театральним гуртком в Угорниках. Був серед засновників аматорських драмгуртків, читальні «Просвіти» та відділень товариства «Луг» у населених пунктах Пустомити та Лісневичі на Львівщині.
Через часті політичні переслідування покинув навчання в Станиславівській гімназії та невдовзі вступив до Львівської Малої духовної семінарії. Одночасно здобував музичну освіту в інституті ім. Лисенка (отримав там навички диригентства та гри на струнних інструментах). У 1935 році поступив до Львівської богословської академії.
Після радянської анексії західноукраїнських земель протягом 1939—1941 років мешкав разом з родиною на Лемківщині, де займався організацією культурно-освітніх і спортивних гуртків. У 1942 році рукоположенний на священника.
Наприкінці Другої світової війни виїхав до Австрії, а звідти перебрався до німецького Реґенсбурґа. На новому місці активно включився у громадську роботу: очолив Допомоговий Комітет для українських утікачів у таборі переміщених осіб, заснував дві церковні громади, «Пласт», початкові й середні школи, ремісничі майстерні.
У 1949 році емігрував до Канади. Служив у провінціях Альберта й Британська Колумбія та одночасно займався громадською діяльністю: організовував школи українознавства, хори, драматичні гуртки та кооперативи, доклався до побудови п'ятьох греко-католицьких храмів, опікувався пластовим рухом (був головою Міжнародної Скаутської Ради). За невтомну духовну працю отримав високі церковні відзнаки: звання декана, почесного крилошанина, митрата-пресвітера і генерального вікарія єпархії.